# CCC Polsat Polkowice/2008
Deze pagina geeft een overzicht van de CCC Polsat Polkowice wielerploeg in 2008. 

## Algemeen
Sponsors: CCC, Polsat (televisiezender)
Ploegleiders: Marek Lesniewski, Robert Krajewski

## Renners
| Naam                  | Geboortedatum | Nationaliteit | Ploeg 2007           |
| --------------------- | ------------- | ------------- | -------------------- |
| Adam Grzeziolkowski   | 03-04-1984    | Polen         |                      |
| Krzysztof Jeżowski    | 30-08-1975    | Polen         |                      |
| Tomasz Kiendyś        | 23-06-1977    | Polen         |                      |
| David Korsak          | 15-09-1983    | Polen         | Neo                  |
| Tomasz Lisowicz       | 23-02-1977    | Polen         |                      |
| Piotr Mazur           | 02-12-1982    | Polen         | Saunier Duval-Prodir |
| Grzegorz Mazurkiewicz | 02-10-1986    | Polen         | Neo                  |
| Mateusz Mróz          | 09-01-1980    | Polen         |                      |
| Lukasz Ochocki        | 06-11-1988    | Polen         | Neo                  |
| Marcin Opalinski      | 20-05-1983    | Polen         | Neo                  |
| Jaroslaw Rebiewski    | 27-02-1974    | Polen         |                      |
| Paweł Szaniawski      | 24-03-1981    | Polen         |                      |
| Tomasz Waszewski      | 15-09-1989    | Polen         | Neo                  |
| Marek Wesoly          | 04-01-1978    | Polen         |                      |
| Grzegorz Żołędziowski | 07-01-1980    | Polen         |                      |

## Belangrijke overwinningen
| Ronde van Taiwan 2e etappe: Marek Wesoly 4e etappe: Krzysztof Jeżowski 8e etappe: Marek Wesoly Memorial Andrzeja Trochanowskiego Winnaar: Tomasz Kiendyś Lubelski Wyscig 3-Majowy Winnaar: Mateusz Mróz Szlakiem Grodow Piastowskich 1e etappe: Mateusz Mróz 3e etappe: Krzysztof Jeżowski 4e etappe: Tomasz Kiendyś GP Jasnej Góry Winnaar: Tomasz Kiendyś Baltyk-Karkonosze-Tour 1e etappe: Marek Wesoly 7e etappe: Jaroslaw Rebiewski | Koers van de Olympische Solidariteit 3e etappe: Marek Wesoly 5e etappe: Marek Wesoly 7e etappe: Mateusz Mróz Ronde van Mazovië 3e etappe: Marek Wesoly 6e etappe: Tomasz Kiendyś Ronde van Malopolska 2e etappe: Krzysztof Jeżowski 4e etappe: Jaroslaw Rebiewski Memorial Henryka Lasaka Winnaar: Krzysztof Jeżowski Szlakiem walk mjr. Hubala 2e etappe: Tomasz Kiendyś 3e etappe: Krzysztof Jeżowski Eindklassement: Tomasz Kiendyś |

2000 · 2001 · 2002 · 2003 · 2004 · 2005 · 2006 · 2007 · 2008 · 2009 · 2010 · 2011 · 2012 · 2013 · 2014 · 2015 · 2016 · 2017 · 2018 · 2019 · 2020